# Xanthophyllum vitellinum
Xanthophyllum vitellinum är en jungfrulinsväxtart som först beskrevs av Bi., och fick sitt nu gällande namn av Dietr.. Xanthophyllum vitellinum ingår i släktet Xanthophyllum och familjen jungfrulinsväxter. Inga underarter finns listade i Catalogue of Life.